# Valeriu Guma
Valeriu Guma (n. 29 octombrie 1964, Orhei) este un politician și om de afaceri moldovean, ex-deputat în Parlamentul Republicii Moldova.
Valeriu Guma a fost deputat începând cu anul 1998. A intrat în Parlament pe listele „Blocului pentru o Moldovă Democratică și Prosperă”. A fost ales în Legislatura 2005-2009 pe listele partidului Blocul electoral Moldova Democrată, iar din 2009 până în 2014 a fost deputat din partea Partidului Democrat.
Până în anul 1998 Valeriu Guma a lucrat în comerț, în funcții de conducere în cadrul mai multor întreprinderi. Este căsătorit și are trei copii. Vorbește limba engleză.
În perioada 24 ianuarie 2000 - 28 ianuarie 2001, a fost membru supleant în delegația Republicii Moldova la Adunarea Parlamentară a Consiliului Europei.
În anul 2013 a fost condamnat definitiv în România la 4 ani de închisoare pentru corupție, după care a fost „căutat” de Interpol, în timp ce activa în continuare ca deputat în Republica Moldova. În februarie 2014 acesta și-a depus mandatul de deputat și s-a retras din Partidul Democrat, menționând că consideră decizia justiției române injustă și absurdă și sugerând că a depus un dosar la CEDO în acest sens. Pe 30 octombrie 2014, judecătorul delegat cu cooperarea internațională de la Tribunalul București a solicitat Republicii Moldova recunoașterea și executarea sentinței penale în cazul Guma. Pe 20 noiembrie 2015 Judecătoria Buiucani (Chișinău) a decis o pedeapsă de patru ani de închisoare cu suspendare pentru Valeriu Guma. După ce procurorul de caz a contestat decizia, pe 15 decembrie 2015, Curtea de Apel Chișinău a menținut decizia precedentă de a aplica o pedeapsă de patru ani de închisoare cu suspendare pentru Valeriu Guma.